# 药物靶标
药物靶标是指体内具有药效功能并能被药物作用的生物大分子，如某些蛋白质和核酸等生物大分子。那些编码靶标蛋白的基因也被称为靶标基因。事先确定靶向特定疾病有关的靶标分子是现代新药开发的基础。更通俗地讲，就是使用某种药物作用在生物大分子上，影响该生物大分子，从而对疾病产生疗效。这个生物大分子就是药物靶标。